# Orquestra Filharmònica Janáček
L'Orquestra Filharmònica Janáček (en txec Janáčkova filharmonie Ostrava) és un grup simfònic establert a Ostrava, al nord-est de la República Txeca. Va ser denominada així en homenatge al famós compositor txec Leoš Janáček. En alguns projectes musicals el grup ha tocat sota el nom d'Orquestra Simfònica Txeca i Orquestra Radiofònica Txeca. El seu director actual és Heiko Mathias Förster.
L'orquestra es va establir el 1954 i ha realitzat gires musicals a través del món. Actualment la integren 116 músics i des de 1997 l'orquestra s'ha concentrat a presentar obres de compositors recents com Earle Brown, John Cage, María d'Alvear, Morton Feldman, Petr Kotik, Alvin Lucier, Pauline Oliveros, Somei Satoh, Martin Smolka, Stockhausen, Tōru Takemitsu, Edgar Varèse i Christian Wolff.
El 2008, l'orquestra va tocar l'estrena mundial del Concert per a piano núm. 5 de Rakhmàninov/Warenberg, un derivat musical de la Simfonia núm. 2 de Rakhmàninov, arreglat com a concert per a piano i orquestra per Alexander Warenberg. L'enregistrament va ser realitzat per Brilliant Classics i va tenir una bona rebuda malgrat no ser una obra original de Rakhmàninov. L'orquestra va estar dirigida pel director musical Theodore Kuchar amb Wolfram Schmitt-Leonardy com a solista.